# Balarāmpur (ort i Indien, Puruliya)
Balarāmpur är en ort i Indien.   Den ligger i distriktet Puruliya och delstaten Västbengalen, i den östra delen av landet, 1 100 km sydost om huvudstaden New Delhi. Balarāmpur ligger 281 meter över havet och antalet invånare är 22 847.
Terrängen runt Balarāmpur är platt åt sydost, men åt nordväst är den kuperad. Runt Balarāmpur är det tätbefolkat, med 459 invånare per kvadratkilometer. Det finns inga andra samhällen i närheten. Trakten runt Balarāmpur består till största delen av jordbruksmark.